# Trần Đại Quang
Dans ce nom vietnamien, le nom de famille, Trần, précède le nom personnel.
Trần Đại Quang, né le 12 octobre 1956 dans la province de Ninh Bình (république démocratique du Viêt Nam) et mort le 21 septembre 2018 à Hanoï (Viêt Nam), est un général et homme d'État vietnamien, président de l'État du 2 avril 2016 à sa mort.

## Biographie
Il étudie à l'École de police, puis à l'École des langues étrangères du ministère des Affaires culturelles dans les années 1970. Il travaille ensuite à diverses fonctions au ministère de l'Intérieur. Il étudie à l'université de droit de Hanoï de 1991 à 1994, puis à l'Académie nationale de sciences politiques et d'administration publique Ho Chi Minh de 1994 à 1997. Membre du Parti communiste, il est nommé en 2003 vice-directeur général de la Sécurité générale au ministère de la Sécurité publique, avec le grade de major-général. En 2007, il est promu lieutenant-général et vice-ministre de la Sécurité publique. En 2009, étant titulaire d'un doctorat, il est fait professeur des universités. La même année, il devient membre du comité central du Parti communiste.
En 2011, il est élu député à l'Assemblée nationale, et est nommé ministre de la Sécurité publique. En 2012, il est promu général. En 2015, il informe l'Assemblée que, sous sa direction, la police depuis 2012 a arrêté près de 2 700 personnes pour atteinte à la sécurité publique. Dans le même rapport, il indique que la police a eu pour tâche d'empêcher des dissidents d'« agiter et inciter les gens à s'assembler, manifester et protester contre le parti et l'État ». La tâche de la police, à ses yeux, inclut également d'empêcher la formation d'« organisations politiques d'opposition intérieures » ainsi que la création ou la promotion de « groupes et organisations illégaux sur Internet ». Il note que durant cette période, « plus de soixante groupes » ont été formés illégalement « au nom de la démocratie et des droits de l'homme », et ont conséquemment été réprimés. L'organisation Human Rights Watch dénonce cette répression et ces propos.
En janvier 2016, le congrès du Parti communiste le propose au poste de président de l'État. Cette nomination doit être formellement approuvée par l'Assemblée nationale peu avant les élections législatives du mois de mai.
Le 2 avril 2016, il est élu par le Parlement en obtenant 460 voix sur 465 et investi le même jour.
Le 21 septembre 2018, il meurt à l'hôpital militaire central de Hanoï.